# Sylvanus Williams
Sylvanus Williams (Sylvanus Olatunde Williams; * 16. September 1922; † 28. Oktober 2006 in Winnipeg, Manitoba) war ein nigerianischer Weitspringer.
1952 schied er bei den Olympischen Spielen in Helsinki in der Qualifikation aus.
Bei den British Empire and Commonwealth Games 1954 in Vancouver gewann er Bronze.
Seine persönliche Bestleistung von 7,52 m stellte er am 24. August 1952 in Colombes auf.